# جاده درون
جاده درون (به انگلیسی: The Road Within) فیلمی آمریکایی به نویسندگی و کارگردانی گرن ولز در اولین کارگردانی خود در این فیلم است. این فیلم بازسازی شده فیلم ۲۰۱۰ آلمان، وینسنت می خواهد به دریا برسد است.

## بازیگران
- رابرت شیهان در نقش وینسنت
- زوئی کراویتز در نقش ماری
- دو پتل در نقش آلِکس
- رابرت پاتریک در نقش رابرت